# Lonicera griffithii
Lonicera griffithii är en kaprifolväxtart som beskrevs av Joseph Dalton Hooker och Thoms. Lonicera griffithii ingår i släktet tryar, och familjen kaprifolväxter. Inga underarter finns listade i Catalogue of Life.